# 도조 히데노리
도조 히데노리(東條英教)는 일본 제국의 육군 군인이다. 계급은 중장. 일본 육군대학교 1기생으로서 수석 졸업한 수재이다. 일본체육회체조연습소(현 일본체육대학)의 소장을 맡았다.
아버지는 모리오카번사 도조 히데토시(東條英俊)이며 부인은 지토세(千歳), 자식은 히데키(일본 제국 총리) 등이 있다.